# Leucoptera lustratella
Leucoptera lustratella là một loài bướm đêm thuộc họ Lyonetiidae. Nó được tìm thấy ở Fennoscandia to Pyrenees và Ý và from Pháp to Belarus và România.
Ấu trùng ăn Hypericum hirsutum, Hypericum montanum và Hypericum perforatum. Chúng ăn lá nơi chúng làm tổ. 